# Silvana Grasso

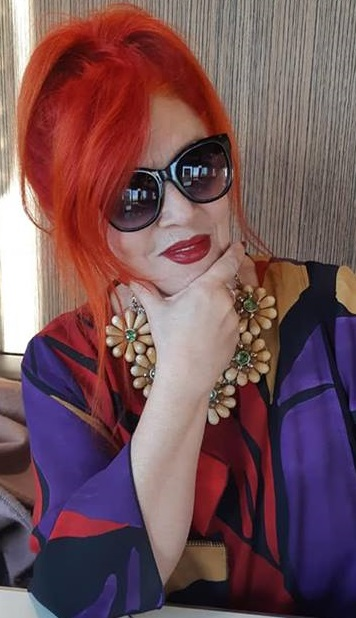
Silvana Grasso

Silvana Grasso (geboren am 3. Juni 1952 in Macchia di Giarre bei Catania, Sizilien) ist eine italienische Journalistin, Schriftstellerin und Altphilologin.

## Leben
Silvana Grasso unterrichtete am Eschilo-Gymnasium in Gela Alte Sprachen und sie übersetzte Werke aus dem Altgriechischen unter anderem von Archestratos von Gela, Matron von Pitane und Galenos.
Sie arbeitet als Literaturkritikerin für Tuttolibri, eine Kulturbeilage der Tageszeitung La Stampa, und für die Tageszeitungen La Sicilia und La Repubblica.
Als Schriftstellerin schrieb sie Erzählungen, Romane und Theaterstücke. Ihre Bücher wurden unter anderem ins Englische, Griechische, Französische und Niederländische übersetzt. Auf Deutsch liegt derzeit nur der Roman Der Bastard von Mautàna vor. Ihre Theaterstücke wurden in mehreren italienischen Städten, in Frankreich und in Spanien aufgeführt. 
Von 2007 bis 2008 war sie Stadträtin von Catania und zuständig für das Kulturerbe der Stadt. Sie leitete das Projekt Una cultura da Castello (Eine Burgkultur), das darauf abzielte, das Castello Ursino aufzuwerten, einen illegalen Ausverkauf von Kulturgütern zu verhindern und das Castello in ein Museum umzugestalten.
2017 fand an der Universität Utrecht eine internationale Konferenz zu Ehren von Silvana Grasso statt.
Silvana Grasso lebt in Gela bei Caltanissetta auf Sizilien.

## Auszeichnungen
Ihre Werke wurden mit wichtigen Preisen ausgezeichnet:
- 1993: Premio Grinzane Cavour in der Kategorie „Giovane Autore Esordiente“
- 1993: Premio Mondello für Nebbia di ddraunàra[8]
- 1995: Il Timone d'Argento[9]
- 1996: mit Antonio Pennacchi: Premio Nazionale Letterario Pisa in der Kategorie „Belletristik“[10]
- 1997: Premio Vittorini für L'albero di Giuda[11]
- 1997: Premio Internazionale Sileno d'Oro
- 1998: Premio Vir Singulari Virtude
- 1999: Premio Città di Monreale in der Kategorie „Belletristik“
- 2002: Premio Flaiano di letteratura für La pupa di zucchero[12]
- 2002: Premio Deledda
- 2002: Premio Brancati in der Kategorie „Erzählkunst“ für La pupa di zucchero[13]
- 2003: Premio letterario internationale Nino Martoglio[14]
- 2004: Premio Rubens
- 2006: Premio Grinzane Cavour für Disio[15]
- 2011: Premio Comune di Gela
- 2016: Premio „Aci e Galatea“[16]
- 2017: Premio Catania-Donna vom Rotary-Club Nord[17]
- 2018: Premio Maria Teresa Di Lascia
- 2018: Premio Telamone per la Cultura[18]
- 2019: Premio Sant’Alfio Fonte di Pace[19]
- 2019: Premio Rocco Federico alla Carriera[20]
- 2019: Premio Letterario Luigi Pirandello der E.R.S.U. Catania[21]
- 2022: Premio Letteratura Olioofficina[22]

## Werke

### Erzählungen
- I scuti di Santa Nicola. In: Paragone - Letteratura. Band XLI, Nr. 21, Juni 1990, S. 484 ff.
- Nebbia di ddraunàra. In: Paragone - Letteratura. Band XLII, Nr. 29, Oktober 1991, S. 500 ff. La Tartaruga, Mailand 1993.
- Pazza è la luna. (Der Mond ist verrückt). Einaudi, Turin 2007.
- Pupu niuru. In: Antonino Di Giovanni, Giacomo Alessandro Fangano, Rosaria Sardo (Hrsg.): Sicily Black. A&B Editrice, Acireale-Roma 2009.
- Il cuore a destra. Le Farfalle, Valverde 2014.
- Una imperfetta felicità. mit Illustrationen von Franco Donarelli, erschienen in 10 Episoden in der Sonntagsausgabe zwischen dem 7. Juli 2019 und dem 8. September 2019. In: La Repubblica, Ausgabe Palermo.
- La ragazza senza mascherina. (Das Mädchen ohne Maske). In: I racconti del balcone. (Balkongeschichten). La Repubblica, Palermo 2020.

### Romane
- Il Bastardo di Mautàna. Anabasi, Mailand 1994 (Finalistin des Premio Bergamo[23]); Club degli Editori, Mailand 1995; Einaudi, Turin 1997; Marsilio, Venedig 2011.
  - Übersetzungen (Auswahl): 
    - H παρακμή των βερντεράμε. Ekdotikos Oikos A. A. Livani, Athen 1996 (griechisch).
    - The Bastard of Mautana. Faber & Faber, London 1996 (englisch).
    - De bastaard van Mautana, De Bezige Bij, Amsterdam 1999 (niederländisch).
    - Der Bastard von Mautana, Berlin Verlag, Berlin 1998 (deutsch).
- 7 uomini 7. Peripezie di una vedova (7 Männer 7. Abenteuer einer Witwe). Flaccovio, Palermo 2006; ETS, Pisa 2018.
- Ninna nanna del lupo (Wiegenlied des Wolfes). Einaudi, Turin 1995; Marsilio, Venedig 2012.
- L’albero di Giuda (Der Baum des Judas). Einaudi, Turin 1997; Marsilio, Venedig 2011.
- La pupa di zucchero (Die Zuckerpuppe). Rizzoli, Mailand 2001; Marsilio, Venedig; Feltrinelli, 2019.
- Disìo. Milano, Rizzoli, 2005; Marsilio, Venedig; Feltrinelli, 2019.
- L’incantesimo della buffa (Der Zauber der Oper). Marsilio, Venedig 2011.
- Solo se c’è la Luna (Nur wenn der Mond scheint). Marsilio, Venedig 2017.
- La domenica vestivi di rosso (Sonntags hast Du rot getragen). Marsilio, Venedig 2018.

### Lyrik
- Enrichetta sul Corso, mit Zeichnungen von Aldo Turiano und Fabio Nicola Grosso, Radierungen von Fabio Nicola Grosso, Orizzonti Bibliofilia Italiana, Catania 2001.
- Enrichetta, zweisprachige italienisch-niederländische Ausgabe, Istituto Italiano di Cultura, Amsterdam 2017.
- Gandolfo Cascio (Hrsg.): Me pudet. Poesie 1994–2017. Kritische Ausgabe. ETS, Pisa 2019, ISBN 978-88-467-5393-9.

### Hörspiele
- La notte di San Giovanni (Die Johannisnacht), Hörspiel, Radio RAI.
- L’ombra del gelsomino (Der Schatten des Jasmin), Hörspiel, Radio RAI.

### Theater
- Manca solo la domenica, pièce tratta da Pazza è la luna, di e con Licia Maglietta, produzione Teatri Uniti.
- Il difficile mestiere di vedova, regia di Licia Maglietta, produzione Teatri Uniti.
- Atthis. Dell’Eterna Ferita, a cura di Gandolfo Cascio, Giarre, Archivio Silvana Grasso, 2017.

### Übersetzungen aus dem Griechischen
- Archestrato di Gela: I piaceri della mensa. Flaccovio, Palermo 1987.
- Matrone di Pitane: Un banchetto attico. Flaccovio, Palermo 1988.
- Galeno: La dieta dimagrante. Flaccovio, Palermo 1989.
- Eroda: Mimiambi. Commediole del III sec. a. C.. Flaccovio, Palermo 1989.